# Compromís per Galícia
Compromís per Galícia (oficialment en gallec: Compromiso por Galicia) és un partit polític gallec i ideologia nacionalista gallega progressista i socialdemòcrata que aglutina diverses escissions del Bloc Nacionalista Galego (BNG) i altres organitzacions polítiques menors. Juan Carlos Piñeiro Docampo és el secretari general.

## Història
El 26 de gener de 2012 es va celebrar la XIII Assemblea Nacional del Bloc Nacionalista Galego (BNG), en què es va triar la direcció i la seva portaveu nacional i el seu candidat a la Junta de Galícia, sota una profunda divisió interna en el partit. Es van presentar tres llistes: Alternativa pola Unidade (Apu), amb el suport d'Unió do Povo Galego i amb Guillerme Vázquez com a portaveu i Francisco Jorquera com a candidat; altra llista encapçalada per Máis Galiza i Encontro Irmandiño (+ G-EI), amb el suport de Col·lectiu Socialista, Partit Nacionalista Galego-Partit Galleguista, Esquerda Nacionalista, Inzar, Unidade Galega i Espazo Socialista Galego, amb Xosé Manuel Beiras com a portaveu i Carlos Aymerich com a candidat, i una llista de Movemento Galego ao Socialisme, encapçalada per Rafael Vilar. Finalment Guillerme Vázquez va resultar reelegit portaveu nacional amb 2.123 vots enfront de Xosé Manuel Beiras, amb 1.823 vots, i Francisco Jorquera candidat a la presidència de la Xunta de Galícia amb 2.338 (53%) enfront dels 2.043 vots (46%) aconseguits per Carlos Aymerich. L'Executiva del partit es va formar amb 7 membres d'Apu, 7 de + G-EI i 1 de MGS, així mateix, la votació del Consell Nacional va suposar 2.164 suports (48%) per Apu, 2026 (45%) per + G-EI i 248 (5%) per a MGS.
Després de l'esmentada assemblea, a causa de les tensions internes i ideològiques, partits com Encontro Irmandiño, Esquerda Nacionalista van decidir abandonar el Bloc Nacionalista.
Poc més tard Máis Galiza va decidir en assemblea, amb un 69% dels vots a favor, constituir-se en partit polític i abandonar el BNG. Xoán Bascuas resultar elegit secretari general de la formació i van ser aprovats uns nous estatuts i document polític. No obstant això, la seva fins llavors líder Carlos Aymerich va anunciar la seva continuïtat en el BNG, així com previsiblement el 29% de l'assemblea favorable a això. Entre els que es van oposar a l'escissió es van trobar dirigents històrics del nacionalisme gallec com l'antic líder de Unidade Galega Camilo Nogueira o Xesús Veiga d'Inzar. Tot i l'escissió, la major part dels càrrecs electes de Máis Galiza, és a dir, 11 alcaldes, diversos regidors i els 4 diputats autonòmics, van optar per no abandonar el BNG.
El corrent Máis Galiza, la segona força més votada després UPG, i el Partit Nacionalista Galego-Partido Galeguista van anunciar assemblees pròpies per decidir la seva continuïtat.
Igualment el 18 de març de 2012 el Partit Nacionalista Galego-Partit Galleguista (PNG-PG) també va decidir en assemblea abandonar el BNG. D'altra banda, Esquerda Nacionalista, que també va decidir abandonar el BNG, va anunciar que deixava les seves sigles en un "estat latent" per col·laborar de ple en el nou projecte polític liderat per Máis Galiza.
Al cap de poc Máis Galiza va començar a establir contactes amb altres forces nacionalistes com Encontro Irmandiño i Ecogaleguistas amb vista a formar un nou referent nacionalista gallec alternatiu al Bloc Nacionalista Gallec.
Finalment, el maig de 2012 es va anunciar la creació de Compromís per Galícia, amb la confluència de Máis Galiza, Ecogaleguistas i Acció Galega.
Entre les seves propostes estan reforma de la llei electoral gallega per a la creació d'una circumscripció única amb vista a totes les eleccions d'àmbit superior al local i la implantació de llistes obertes, així com la millora de la transparència pública, fomentar la participació ciutadana mitjançant ILPs, l'eliminació de les diputacions o la limitació de mandats en càrrecs electes per llei o la regulació del finançament dels partits polítics i les seves campanyes electorals.
Considera Galícia com "nació en termes socials i culturals", i afirma que amb l'autonomia encara es pot "conquerir autogovern", la seva fi immediata és aconseguir un nou Estatut d'autonomia. Així mateix també promou un model de desenvolupament econòmic sostenible respectuós amb el medi ambient i que fomenti la innovació. Defensa una Espanya republicana i plurinacional.
Encontro Irmandiño, organització escindida del BNG també i liderada del Xosé Manuel Beiras, també ha mostrat la seva voluntat de confluir en la nova formació, però difereix de les anteriors en les formes, EI vol que el projecte es creu des assemblees de les bases i no des acords entre les cúpules dirigents de les organitzacions. En aquestes assemblees, en què es dona la possibilitat de participar a qualsevol, s'han vist embolicades en certes tensions donada la participació de militants de Front Popular Galega (FPG) i Causa Galiza, organitzacions d'un perfil més esquerrà i independentista.
Altres partits que s'han adherit al projecte de Compromís per Galícia són el Partit Nacionalista Galego-Partit Galleguista (PNG-PG) i la històrica Coalició Galega (CG), havent assistit seus dirigents a actes del nou partit.
El 21 de juny de 2012 es va anunciar la incorporació del col·lectiu Unidade da Esquerda Galega, grup escindit del PSdG-PSOE, i al setembre la de l'exdiputat del PSdG Miguel Barros.
Amb vista a les eleccions al Parlament de Galícia de 2012 i després de diversos mesos d'incertesa sobre això, tot i anunciar que es presentaria en coalició amb ANOVA-Irmandade Nacionalista, Esquerda Unida i Equo, finalment es presentarà en solitari. Igualment, Espazo Ecosocialista Galego va abandonar la formació el setembre de 2012 per passar-se a la coalició dels partits anteriors, Alternativa Galega d'Esquerra.
Després de les eleccions al Parlament Gallec, la formació Terra Galega decideix abandonar la coalició, al·ludint que prefereixen conformar ells mateixos un partit galleguista de centre.
El 16 de desembre de 2012 es constitueix com a partit polític, dissolent les sigles dels partits que conformaven la coalició. Al Congrés Constituent, Xoán Bascuas és elegit per unanimitat el secretari general.

## Formacions creadores
- Máis Galiza, partit nacionalista d'ideologia socialdemòcrata, va sorgir d'un antic corrent interna del BNG creada el 2009. L'11 de març del 2012 va decidir en assemblea constituir-se en partit polític i escindir del Bloc, a causa de diferències ideològiques i organitzatives amb la candidatura promoguda per la Unió do Povo Galego (UPG), guanyadora de la XIII Assemblea del BNG. El seu secretari general és Xoán Bascuas, més tard candidat de CXG a la presidència de la Junta de Galícia en les eleccions autonòmiques d'octubre de 2012.
- Acció Gallega, organització política de centre progressista transversal liderada per l'empresari Rafael Cuiña, anterior membre del Partit Popular de Galícia. Altres membres destacats d'aquesta organització són l'exconsellera del Bipartit gallec Teresa Táboas o l'exsenador del BNG Xose Manuel Pérez Bouza.[26]
- Espazo Ecosocialista Galego, també coneguts com a EcoGaleguistas, està liderada per Xoán Hermida i té un perfil més ecosocialista.[27] No obstant això, al setembre de 2012 va abandonar CXG per integrar-se en Alternativa Galega d'Esquerra.

Altres formacions que també es poden considerar integrades en el projecte són el Partit Nacionalista Galego-Partit Galleguista (PNG-PG), Esquerda Nacionalista, Espazo Socialista Galego, Unidade da Esquerda Galega, Partit Galleguista Demòcrata (PGD), Alternativa Popular Galega (APGA) (escissió del PPdG) i Terra Galega.